# Quaker Island (ö i Falklandsöarna)
Quaker Island är en ö i territoriet Falklandsöarna (Storbritannien). Den ligger i den västra delen av landet. Arean är 3,8 kvadratkilometer.
Terrängen på Quaker Island är platt. Öns högsta punkt är 73 meter över havet. Ön sträcker sig 3,0 kilometer i nord-sydlig riktning, och 4,0 kilometer i öst-västlig riktning. Quaker Island består i huvudsak av gräsmarker och hed.